# Gele Rijders Plein
Het Gele Rijders Plein is een plein in de Nederlandse stad Arnhem, aan de noordzijde van het centrum. Het plein is gelegen tussen het Willemsplein en de Looierstraat. Het plein is na de Tweede Wereldoorlog gecreëerd op de plaats waar voorheen de Willemskazerne en het Thorbeckelyceum gevestigd waren. Ook het gedeelte van het Willemsplein dat voor de kazerne lag, is betrokken bij het nieuwe Gele Rijders Plein. Het plein is vernoemd naar de bijnaam van het korps rijdende artillerie, dat gelegerd was in de Willemskazerne.
Op het plein staat het ruiterstandbeeld de Gele Rijder, gemaakt door Gijs Jacobs van den Hof in brons. Dit standbeeld is ter herinnering aan het korps Gele Rijders dat gelegerd was in de Willemskazerne. Jacobs van den Hof was docent bij het Genootschap Kunstoefening dat ook aan het plein (voordat het zo heette) gevestigd was geweest in een monumentaal pand dat ook de naam Kunstoefening kreeg.

## AKU fontein

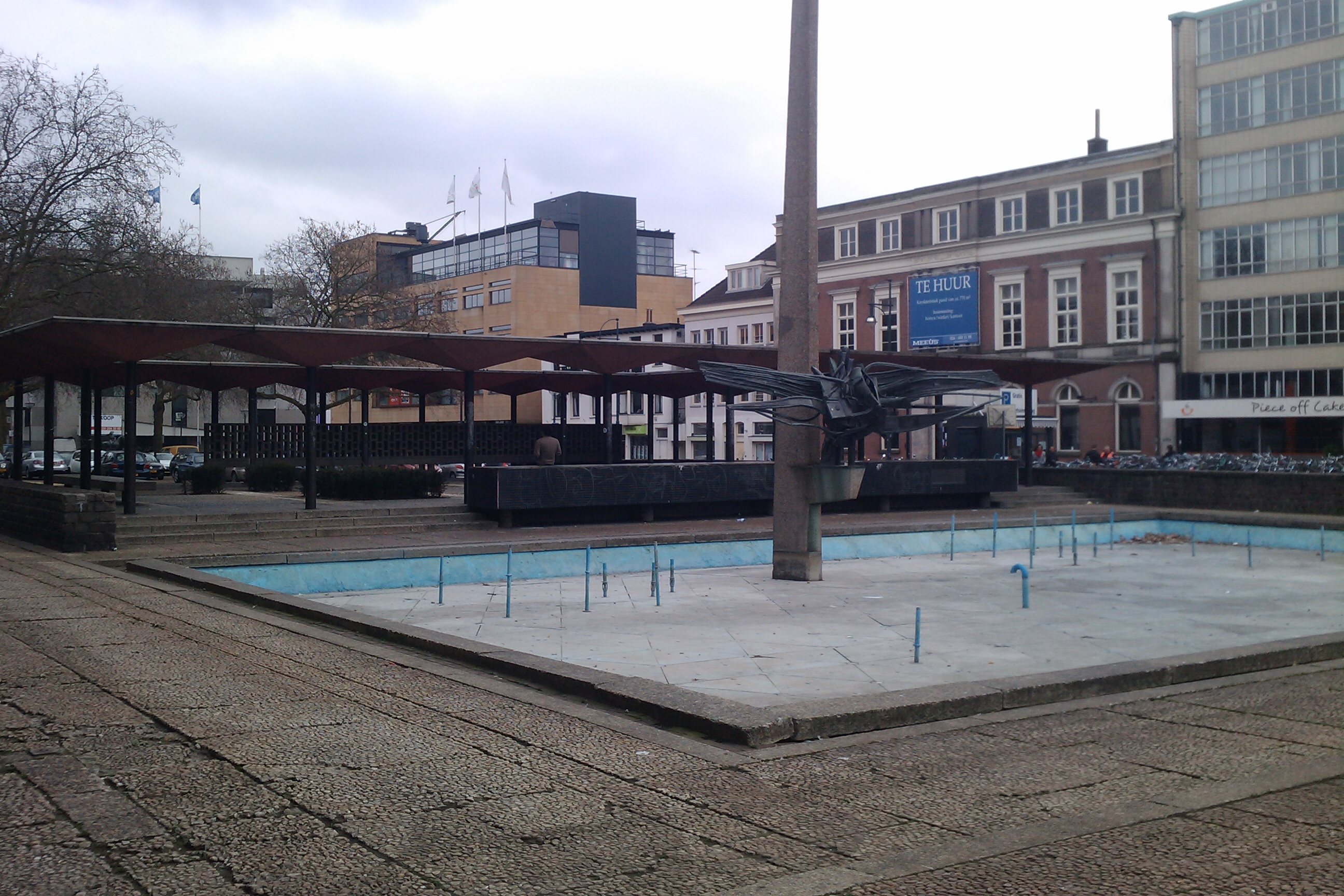
De AKU-fontein

Aan de westkant van het plein is in 1961 een kunstwerk geplaatst, ontworpen door de architect Henk Brouwer (1920-1974) en geschonken door Algemene Kunstzijde Unie (AKU), ter gelegenheid van haar 50-jarig bestaan, aan de stad Arnhem. De AKU is een voorloper van het huidige bedrijf AkzoNobel. Het kunstwerk bestaat uit een fontein in een blauw gekleurd bassin. Middenin staat een sokkel met daarop het beeld 'Libelle' van de kunstenaar Shinkichi Tajiri. Daarnaast staat een met een  pergola overdekte galerij met centraal een patio met zitbanken. Dit geheel is in 2013 voorgedragen als rijksmonument in het kader van het Beschermingsprogramma Wederopbouw 1959-1965. Op 18 augustus 2017 is het ingeschreven in het rijksmonumentenregister.

## Opknappen
In januari 2019 is gestart met het opknappen van het Gele Rijders Plein. Hierbij is gekozen om het plein in tweeën te splitsen. Het deel oostelijk van de fontein is ingericht als een rustig, groen plein waar passanten en omwonenden gebruik van kunnen maken. Grote platanen bepalen hier het beeld. Het gedeelte westelijk van de fontein heeft daarentegen een levendige uitstraling gekregen, met ruimte voor evenementen, terrassen en reuring.
In de aanloop naar een definitief plan voor de herinrichting van het plein is veel discussie gevoerd over de AKU-fontein en de pergola aan de oostzijde ervan. De gemeenteraad besloot in 2017 om de pergola te verwijderen. Hiertegen kwam veel bezwaar. In 2018 heeft de gemeente Arnhem de vergunningaanvraag voor de sloop van de pergola ingetrokken. In 2021 heeft de gemeente nieuwe plannen gepresenteerd om de fontein op de knappen en de pergola op te hogen om eronder een fietsenstalling te kunnen realiseren.

## Sint-Jansbeek
In 2019 zijn bij de graafwerkzaamheden om het Gele Rijders Plein opnieuw in te richten, resten ontdekt van de oude loop van de Sint-Jansbeek. Het betrof een gemetseld gewelf uit de 16de eeuw van enkele tientallen meters lang, ongeveer een meter breed en zo een tachtig centimeter hoog. Na onderzoek zijn de gewelven ondergronds gebleven. De gemeente Arnhem heeft de ambitie om op termijn de beek, net als in andere delen van de binnenstad ook op het Gele Rijders Plein weer bovengronds zichtbaar te maken.